# Blazed and Confused
«Blazed and Confused» (с англ. — «Пылающий и смущённый») — седьмой эпизод двадцать шестого сезона мультсериала «Симпсоны». Впервые вышел 16 ноября 2014 года в США на телеканале «FOX».

## Сюжет
Инспектор Чалмерс организовывает обмен самыми худшими учителями между школами в округе, переводя в начальную школу Спрингфилда нескольких учителей. Среди них мистер Джек Лэссэн, который будет преподавать в классе Барта. Сперва он запугивает Нельсона, а затем делает Барту дурацкую стрижку. Из-за этого Барт решает отомстить ему с помощью Милхауса. Используя фальшивый профиль в социальной сети на имя мисс Гувер, они обнаруживают, что Лэссэн — это «Игнис» или «Избранный» на пустынном фестивале под названием «Пылающий парень» (англ. «Blazing Guy»), где он подожжёт гигантского деревянного человека.
Тем временем Гомер забыл зарезервировать поход, что расстраивает Мардж. Барт решает обе их проблемы, сказав Гомеру отвезти семью на фестиваль «Пылающий парень». На фестивале Мардж беспокоят эксцентричные туристы. Чтобы расслабиться, она пьёт чашку чая, однако в нём есть галлюциногены, которые вызывают у неё бред.
Барт и Милхаус используют огнезащитное вещество, чтобы чучело не зажглось. Это испортило важный момент мистера Лэссэна. Узнав, кто устроил проделку, он в ярости и хватает горящую тубу, из которой он выдувает огонь в попытке убить Барта и Милхауса на вершине чучела. Гомер пытается спасти мальчиков, используя катапульту, чтобы запустить себя на чучело, но терпит неудачу и ломает деревянную ногу, разрушая статую. Другие участники лагеря формируют стену вокруг Лэссэна и захватывают его, в то время, как Барт и Милхаус спасаются бегством.
В конце эпизода инспектор Чалмерс и директор Скиннер увольняют Лэссэна с преподавания в начальной школе Спрингфилда или в любой другой школе. Однако Лэссэн находит новую работу тюремного охранника. Проверяя освещение в камере для заключённых, он встречает заключённого Сайдшоу Боба. Обнаружив, что оба они убийственно ненавидят Барта Симпсона, Лэссэн предлагает партнёрство, чтобы убить Барта, которое Боб почти принимает. Но когда Лэссэн заявляет, что они будут убивать Барта по очереди, Боб отклоняет сделку.

## Культурные отсылки
- Название серии — отсылка на песню «Dazed and Confused» культовой британской рок-группы Led Zeppelin, или одноимённый фильм.
- Социальная сеть Facelook, где Барт регистрирует фальшивый профиль, — пародия на «Facebook».
- Фестиваль «Blazing Guy» — пародия на фестиваль «Burning Man».

## Отношение критиков и публики
Во время премьеры на канале Fox эпизод просмотрели 6.70 млн человек, что сделало его самым популярным шоу на канале Fox в ту ночь.
Деннис Перкинс из «The A.V. Club» дал эпизоду оценку B-.